# Прыгун губоцветный жёлтый
Прыгун губоцветный жёлтый (лат. Longitarsus lycopi) — вид листоедов (Chrysomelidae) из подсемейства козявок (Galerucinae). Населяет территорию от западной части Палеарктики до Бурятии. Взрослые жуки и их личинки питаются листьями растений из семейства яснотковых (Lamiaceae): зюзник европейский (Lycopus europaeus), мята (Mentha) и котовник (Nepeta), а также личинка питается листьями пахучки (Clinopodium).